# Chrysobothris infranitens
Chrysobothris infranitens es una especie de escarabajo del género Chrysobothris, familia Buprestidae. Fue descrita científicamente por Kerremans en 1912.